# Louga (region)

Region Louga

Louga jest regionem w Senegalu. Region ten znajduje się w północno-zachodniej części kraju, a miasto Louga w północno-zachodniej części regionu - około 50 km od oceanu Atlantyckiego w głąb lądu.

## Departamenty

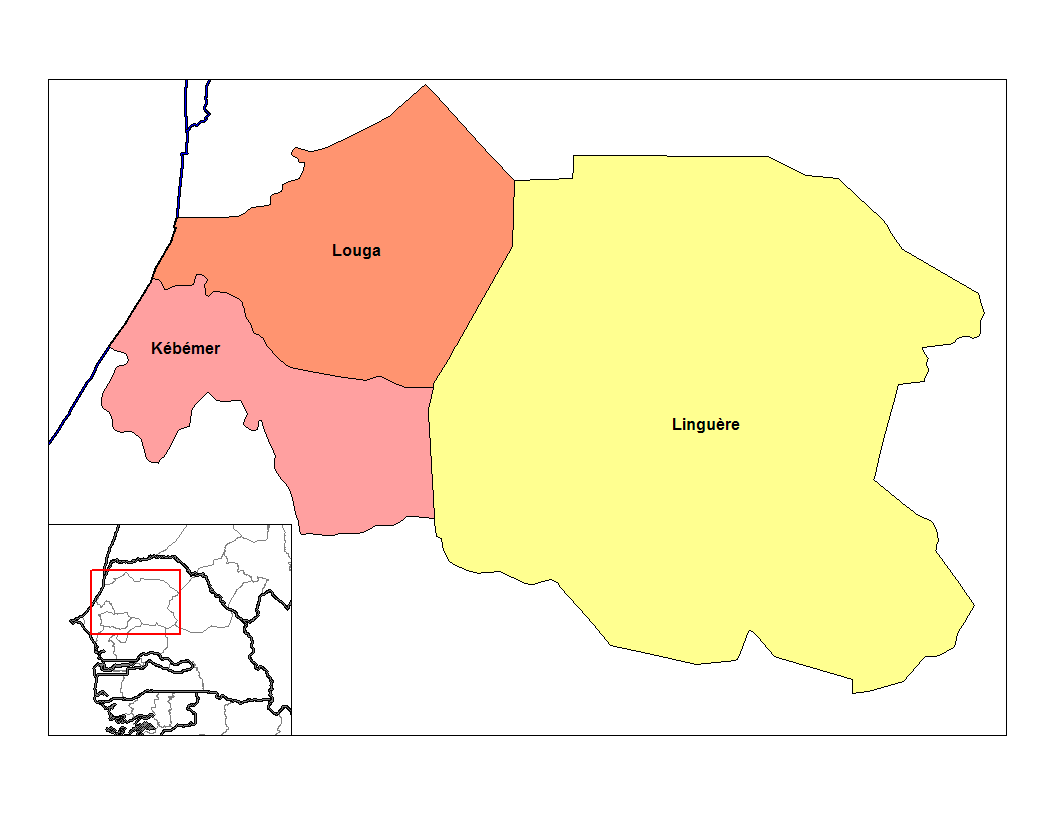
Departamenty regionu

Louga dzieli się na 3 departamenty:
- Kébémer
- Linguère
- Louga